# جواو باولو فرنانديز (لاعب كرة قدم)
جواو باولو موريرا فرنانديز (من مواليد 26 مايو 1998) هو لاعب كرة قدم من الرأس الأخضر يلعب كجناح لنادي فييرينسي البرتغالي ومنتخب الرأس الأخضر.